# Axel Sellergren
Axel Hugo Sellergren, född 6 december 1861 i Kristvalla socken, Kalmar län, död 10 mars 1919 i Stockholm, var en svensk operasångare (bas). Han var bror till Gustaf Sellergren.

## Biografi
Sellergren studerade vid Stockholms musikkonservatorium 1879–1882 och var anställd vid Kungliga Teatern 1884–1908. Av hans roller kan nämnas Sulpice i Regementets dotter, Plumkett i Martha, Marcel i Hugenotterna, Guvernören i Don Juan, Mefistofeles i Faust, Kasper i Friskytten, Alvise i La Gioconda, Hunding i Valkyrian, Daland i Den flygande holländaren, lantgreven i Tannhäuser, kung René i Jolanta och Colline i La Bohème. 
Han var 1895–1908 styrelseledamot i de kungliga teatrarnas pensionsinrättning.
Sellergren var gift med Ellen Dagmar Charlotta Engström.